# 리즌 (만화)
《리즌》은 네이버 웹툰에서 이익수가 매주 금요일마다 연재하는 웹툰이다. 바다에서 조난당한 배의 이야기를 다루고 있다.
4월 17일, 세월호 침몰 사건에 여파로 2주간 휴재한다고 밝혔다.